# Stemonoporus
Stemonoporus es un género de plantas con flores de la familia Dipterocarpaceae con 31 especies.

## Taxonomía
El género fue descrito por George Henry Kendrick Thwaites y publicado en Hooker's Journal of Botany and Kew Garden Miscellany 6: 67. 1854. La especie tipo no ha sido designada.

## Especies seleccionadas
- Stemonoporus acuminatus (Thwaites) P.S.Ashton
- Stemonoporus affinis Thwaites
- Stemonoporus angustisepalus Kosterm.
- Stemonoporus bullatus Kosterm.
- Stemonoporus canaliculatus, Thwaites
- Stemonoporus ceylanicus (Wight) Alston
- Stemonoporus cordifolius (Thwaites) P.S.Ashton
- Stemonoporus elegans Thwaites
- Stemonoporus gardneri Thwaites
- Stemonoporus gilimalensis Kosterm.
- Stemonoporus gracilis Kosterm.
- Stemonoporus kanneliyensis Kosterm.
- Stemonoporus laevifolius Kosterm.
- Stemonoporus lanceolatus Thwaites
- Stemonoporus lancifolius (Thwaites) P.S.Ashton
- Stemonoporus latisepalus Kosterm.
- Stemonoporus marginalis Kosterm.
- Stemonoporus moonii Thwaites
- Stemonoporus nitidus Thwaites
- Stemonoporus oblongifolius Thwaites
- Stemonoporus petiolaris Thwaites
- Stemonoporus reticulatus Thwaites
- Stemonoporus revolutus Trimen ex Hook.f.
- Stemonoporus rigidus Thwaites
- Stemonoporus scalarinervis Kosterm.
- Stemonoporus scaphifolius Kosterm.

Esta lista ha sido tomada de Dipterocarpaceae Data Base que se encuentra en la the Royal Botanic Garden Edinburgh. Archivado el 4 de marzo de 2016 en Wayback Machine.